# Ismael Tajouri
Ismael Tajouri-Shradi (* 27. März 1994 in Bern, Schweiz) ist ein libysch-österreichischer Fußballspieler auf der Position eines Mittelfeldspielers. Seit 2023 spielt er für Minnesota United in der MLS.

## Leben und Karriere
Tajouri-Shradi wurde in Bern als Sohn von libyschen Eltern geboren, sein Vater war Diplomat. Im Alter von 9 Jahren zog die Familie nach Österreich, wo er im März 2016 die österreichische Staatsbürgerschaft verliehen bekam. Tajouri selbst sieht sich als Libyer.

### Verein
Zur Rückrunde der Saison 2013/14 wurde Tajouri vom FK Austria Wien an den SCR Altach verliehen und stieg mit dem Verein in die Bundesliga auf. Sein Debüt in der höchsten österreichischen Spielklasse gab er unter Trainer Damir Canadi am 13. August 2014 gegen FC Admira Wacker Mödling. Nachdem er zuvor die Vorbereitung mit der Austria absolviert hatte, wurde er im August 2015 für eine weitere Saison an Altach verliehen.
Im Sommer 2016 kehrte er schließlich zur Austria zurück. Nach seiner Rückkehr gab er sein Debüt für die Profis der Austria im Juli 2016 in der ersten Runde des ÖFB-Cups 2016/17 gegen den FC Dornbirn 1913. In diesem Spiel konnte er in der 56. Minute das zwischenzeitliche 5:0, das gleichzeitig sein erstes Tor im Dress der Austria war, erzielen.
Am 12. Jänner 2018 gab die Austria seine Vertragsauflösung und den Wechsel in die USA zum MLS-Klub New York City FC bekannt.

### Nationalmannschaft
Tajouri debütierte im September 2018 für die libysche Nationalmannschaft, als er in der Afrika-Cup-Qualifikation gegen Südafrika in der Startelf stand und in der 87. Minute durch Mohammed Solaa ersetzt wurde.